# Oreoderus arrowi
Oreoderus arrowi är en skalbaggsart som beskrevs av Ricchiardi 2000. Oreoderus arrowi ingår i släktet Oreoderus och familjen Cetoniidae. Inga underarter finns listade i Catalogue of Life.